# Пермский радиотелецентр РТРС
Пермский краевой радиотелевизионный передающий центр (филиал РТРС «Пермский КРТПЦ») — подразделение Российской телевизионной и радиовещательной сети (РТРС), основной оператор цифрового эфирного и аналогового эфирного телевидения Пермского края, единственный исполнитель мероприятий по строительству цифровой эфирной телесети в регионе в соответствии с федеральной целевой программой «Развитие телерадиовещания в Российской Федерации на 2009—2018 годы»).
Филиал обеспечивает 98,97 % жителей Пермского края 20-ю бесплатными цифровыми эфирными телеканалами и тремя радиостанциями в стандарте DVB-T2, входящими в состав первого и второго мультиплексов цифрового эфирного телевидения, способствует развитию мобильной связи. Эфирную трансляцию в регионе обеспечивают 55 радиотелевизионных станций. До перехода на цифровое эфирное телевидение в районах Пермского края, за исключением Перми, можно было принимать в среднем не более четырех аналоговых программ.
Филиалу принадлежит 275-метровая телебашня в Перми — третья по высоте в России после Останкинской и Санкт-Петербургской телебашен.

## История
В Перми регулярное радиовещание началось 6 ноября 1927 года. В марте 1930 года в эфире появились московские передачи, а в 1954 году в городе началась эксплуатация фронтовой радиостанции «Пчёлка», доставленной в Прикамье в двух железнодорожных вагонах из освобожденной от немецких захватчиков Белоруссии. «Пчёлка» обеспечила надежный приём трансляции из Москвы, Свердловска и Перми.
Регулярное эфирное телевещание в Перми (город Молотов — до 1957 года) началось уже в пятидесятые годы. Группа энтузиастов при Дворце культуры имени Сталина (ныне Дворец культуры имени А. Г. Солдатова) в 1955 году создала маломощный телецентр с антенной, установленной на металлической мачте (с тремя оттяжками) высотой 50 м. 1 октября 1956 года началось строительство профессионального телецентра в Перми с типовой металлической башней высотой 180 м.
История профессионального телевидения в Перми началась с 8 июня 1958 года, когда телецентр приступил к регулярному телевещанию по четыре-шесть часов в сутки два-три дня в неделю.
8 июня 1958 года считается официальной датой создания Пермского радиотелецентра.
Пермский телецентр был построен в числе первых десяти телецентров областного и краевого значения. 4 ноября 1958 объект принят Госкомиссией в постоянную эксплуатацию, а 12 декабря 1958 года по приказу Пермского областного управления связи № 426 от 12.12.1958 образован Пермский телевизионный центр.
Строительство мощного типового телецентра стало отправной точкой для развития региональной сети вещания. В районах Пермской области начали появляться радиотелевизионные передающие станции, увеличилось количество транслируемых телевизионных и радиоканалов.
С 1962 по 1984 годы Пермский радиотелецентр развернул сеть мощных радиотелевизионных передающих станций в Березниках, Чусовом, Кудымкаре, Красновишерске, Кунгуре и селе Барда и мощную радиовещательную станцию в поселке Сылва. Эти ретрансляторы составили основу телерадиовещательного комплекса региона.
В 1976 году в Пермскую область пришло цветное телевидение.
В 90-е-2000-е годы с объектов Пермского областного радиотелевизионного передающего центра началась трансляция коммерческих телевизионных и радиовещательных станций.
В 2000 году Пермский областной радиотелевизионный передающий центр в партнерстве с ООО «Канал ВТ» развернул в Перми 24-канальную систему наземного телевещания MMDS (Multichannel Multipoint Distribution System — многоканальная многоточечная распределительная система). Система стала стартовой площадкой развития многоканального кабельного телевидения в регионе.
В 2001 году Пермский радиотелецентр вошел на правах филиала в состав РТРС — единого оператора эфирного телерадиовещания, образованного Указом Президента Российской Федерации от 13.08.2001 № 1031 и объединившего 78 республиканских, краевых и областных радиотелевизионных передающих центров страны.

## Деятельность
С 2010 по 2018 годы РТРС построил в Пермском крае сеть цифрового эфирного телевидения. Строительство цифровой телесети предусматривалось федеральной целевой программой «Развитие телерадиовещания в Российской Федерации на 2009—2018 годы».
Для размещения оборудования цифрового эфирного телевидения модернизировано и построено с нуля 55 передающих станций. Среди них — новая радиотелевизионная передающая станция в Перми с башней высотой 275 метров. Это третья по высоте телевизионная башня в России.
18 июля 2013 года в Перми началась тестовая трансляция 10 телеканалов первого мультиплекса. 27 августа 2013 года РТРС открыл в Перми центр консультационной поддержки зрителей цифрового эфирного телевидения.
С 2014 года филиал РТРС «Пермский КРТПЦ» последовательно запустил трансляцию первого мультиплекса в остальных населенных пунктах Пермского края.
7 ноября 2014 года филиал начал трансляцию второго мультиплекса в Березниках и Кунгуре.
1 августа 2017 года РТРС начал включение программ ГТРК «Пермь» в каналы первого мультиплекса «Россия 1» и «Россия 24».
В 2019 году в России завершился переход на цифровое эфирное телевидение. С 10 января аналоговое эфирное телевидение в городах с населением до 100 тысяч человек поэтапно отключалось, устаревшее оборудование выводилось из эксплуатации.
3 июня 2019 года Пермский край выключил аналоговую трансляцию федеральных телеканалов и завершил переход на цифровое ТВ. 98,97 % жителей региона обеспечены 20-ю бесплатными цифровыми эфирными телеканалами и тремя радиостанциями.
29 ноября 2019 года началась цифровая трансляция программ регионального телеканала «Ветта 24» в сетке телеканала ОТР в первом мультиплексе.
С декабря 2019 года пермский филиал РТРС демонстрирует на новой телебашне Перми тематические световые шоу с помощью динамической архитектурно-художественной подсветки. Подсветка включается в праздничные и знаменательные даты.
С 2019 по 2021 годы пермский филиал РТРС перевёл трансляцию радиостанции «Радио России» с вставками программ ГТРК «Пермь» в регионе в современный FM-диапазон. Это часть совместной программы РТРС и ВГТРК по развитию радио. РТРС транслирует «Радио России» в FM-диапазоне в 21 населенном пункте Пермского края.
В декабре 2022 года открылось вещание радио Like FM .
С 19 апреля 2024 года вещание радио «Комсомольская правда» ведется с башни РТРС .

## Организация вещания
РТРС транслирует в Пермском крае:
- 20 телеканалов и 3 радиоканала в цифровом формате;
- 8 телеканалов в аналоговом формате;
- 20 радиоканалов в аналоговом формате.

Инфраструктура эфирного телерадиовещания пермского филиала РТРС включает:
- 12 производственных подразделений;
- Центр формирования мультиплексов;
- 56 передающих станций;
- 56 антенно-мачтовых сооружений (АМС)[77].

## Объекты
| Название объекта  | Муниципальное образование         | Высота АМС, м | Охват населения | ТВК/МГц РТРС-1 | ТВК/МГц РТРС-2 |
| ----------------- | --------------------------------- | ------------- | --------------- | -------------- | -------------- |
| Александровск     | Александровский район             | 70            | 28432           | 38             | 46             |
| Альняш            | Чайковский городской округ        | 30            | 1628            | 43             | 59             |
| Барда             | Бардымский район                  | 247           | 49340           | 43             | 59             |
| Березники         | город Березники (городской округ) | 180           | 166008          | 38             | 46             |
| Бисер (СТ)        | Горнозоводский район              | 50            | 1938            | 27             | 45             |
| Бияваш            | Октябрьский район                 | 27            | 389             | 25             | 47             |
| Большая Соснова   | Большесосновский район            | 43            | 5227            | 40             | 60             |
| Верхняя Сава      | Куединский район                  | 36            | 4620            | 43             | 59             |
| Воскресенское     | Уинский район                     | 27            | 1478            | 25             | 47             |
| Гайны             | Гайнский район                    | 130           | 12512           | 40             | 50             |
| Горнозаводск      | Горнозаводский район              | 50            | 15137           | 27             | 45             |
| Гремячинск        | Гремячинский городской округ      | 40            | 9208            | 27             | 45             |
| Губаха            | Губахинский городской округ       | 60            | 36207           | 38             | 46             |
| Добрянка          | Добрянский район                  | 48            | 33970           | 23             | 49             |
| Егва              | Кудымкарский район                | 220           | 86651           | 26             | 41             |
| Ильинский         | Ильинский район                   | 52            | 10328           | 40             | 60             |
| Ишимово           | Октябрьский район                 | 30            | 1683            | 25             | 47             |
| Калиновка         | Еловский район                    | 27            | 8804            | 43             | 59             |
| Карагай           | Карагайский район                 | 49,2          | 7629            | 40             | 60             |
| Кизел             | Город Кизел (городской округ)     | 60            | 21720           | 38             | 46             |
| Коса              | Косинский район                   | 50            | 4692            | 40             | 50             |
| Кочево            | Кочевский район                   | 40            | 5193            | 26             | 41             |
| Красновишерск     | Красновишерский район             | 200           | 38306           | 34             | 43             |
| Куеда             | Куединский район                  | 50            | 14664           | 43             | 59             |
| Кунгур            | Кунгурский район                  | 246           | 166439          | 31             | 51             |
| Маховляне         | Лысьвинский городской округ       | 27            | 303             | 27             | 45             |
| Мокино            | Нытвенский район                  | 50            | 4246            | 40             | 60             |
| Новоильинский     | Нытвенский район                  | 30            | 11609           | 40             | 60             |
| Новый             | Пермский район                    | 35            | 1339            | 23             | 49             |
| Ныроб             | Чердынский район                  | 30            | 5101            | 34             | 43             |
| Октябрьский       | Октябрьский район                 | 100           | 22555           | 25             | 47             |
| Оса               | Осинский район                    | 60            | 24220           | 43             | 59             |
| Оханск            | Оханский район                    | 50            | 9569            | 40             | 60             |
| Очер              | Очерский район                    | 180           | 106782          | 40             | 60             |
| Ошья              | Куединский                        | 34,5          | 602             | 43             | 59             |
| Русский Сарс      | Октябрьский                       | 27            | 757             | 25             | 47             |
| Северный коммунар | Сивинский район                   | 50            | 2435            | 40             | 60             |
| Сива              | Сивинский район                   | 60            | 9229            | 40             | 60             |
| Соликамск         | Соликамский район                 | 100           | 104822          | 38             | 46             |
| Суксун            | Суксунский район                  | 60            | 15921           | 31             | 51             |
| Теплая гора       | Горнозаводский район              | 30            | 3160            | 27             | 45             |
| Тюш               | Октябрьский район                 | 30            | 2295            | 25             | 47             |
| Узяр              | Куединский район                  | 27            | 411             | 43             | 59             |
| Уинское           | Уинский район                     | 40            | 4307            | 25             | 47             |
| Чайковский        | Чайковский городской округ        | 90            | 98116           | 43             | 59             |
| Частые            | Частинский район                  | 43            | 7594            | 43             | 59             |
| Чермоз            | Ильинский район                   | 47            | 4871            | 38             | 46             |
| Чернушка          | Чернушинский район                | 80            | 44465           | 43             | 59             |
| Чусовой           | Чусовской район                   | 100           | 142995          | 27             | 45             |
| Шермейка          | Бардымский район                  | 20            | 253             | 43             | 59             |
| Шумиха            | Нытвинский район                  | 60            | 1870            | 40             | 60             |
| Юго-Камский       | Пермский район                    | 43,1          | 8170            | 23             | 49             |
| Юксеево           | Кочевский район                   | 30            | 1407            | 40             | 50             |
| Пермь             | город Пермь                       | 275           | 1228847         | 23             | 49             |

## Награды
В 2018 году архитектурно-художественная подсветка башни в Перми была отмечена призом конкурса «Российский светодизайн-2018» в Москве. Осенью 2019 года телебашня стала участницей фестиваля аудиовизуального искусства «Просвет» в Перми.
В 2020 году директор филиала Игорь Терещенко награжден медалью ордена «За заслуги перед Отечеством» II степени «за большой вклад в реализацию проекта по переходу Российской Федерации на цифровой формат телевещания» Указом Президента России от 03.08.2020 № 493.